# Cachryx alfredschmidti
La iguana campechana de cola espinosa (Cachryx alfredschmidti) es una especie de lagarto escamoso iguánido del género Cachryx. Es endémica del sur de México. Fue descrita por el herpetólogo alemán Günter Köhler en 1995, originalmente como un miembro del género Ctenosaura a partir del holotipo SMF 69019.

## Etimología
El epíteto específico de C. alfredschmidti es en referencia al herpetoculturista alemán Alfred A. Schmidt.

## Descripción
Los machos adultos de la iguana de cola espinosa campechana alcanzan al menos 17 cm hocico-cloaca, mientras que las hembras alcanzan los 15,2 cm de longitud desde el hocico-cloaca. La longitud de la cola varía del 74% al 84% de la longitud hocico-cloaca.

### Alimentación
El artículo de descripción sugiere que la iguana de cola espinosa campechana se alimenta de hojas según las muestras fecales. También se alimenta de artrópodos.

## Distribución y hábitat
La iguana campechana de cola espinosa se distribuye en el sur de México, en el estado de Campeche, y en Chetumal, Quintana Roo. Su rango altitudinal oscila entre 50 y 100 m s. n. m..
Es una especie arborícola que habita en la selva húmeda subtropical-tropical. Se suele encontrar en ramas huecas, las cuales utiliza como hogar, tapando las entradas con su cola espinosa.